# Перфекционизм (философия)

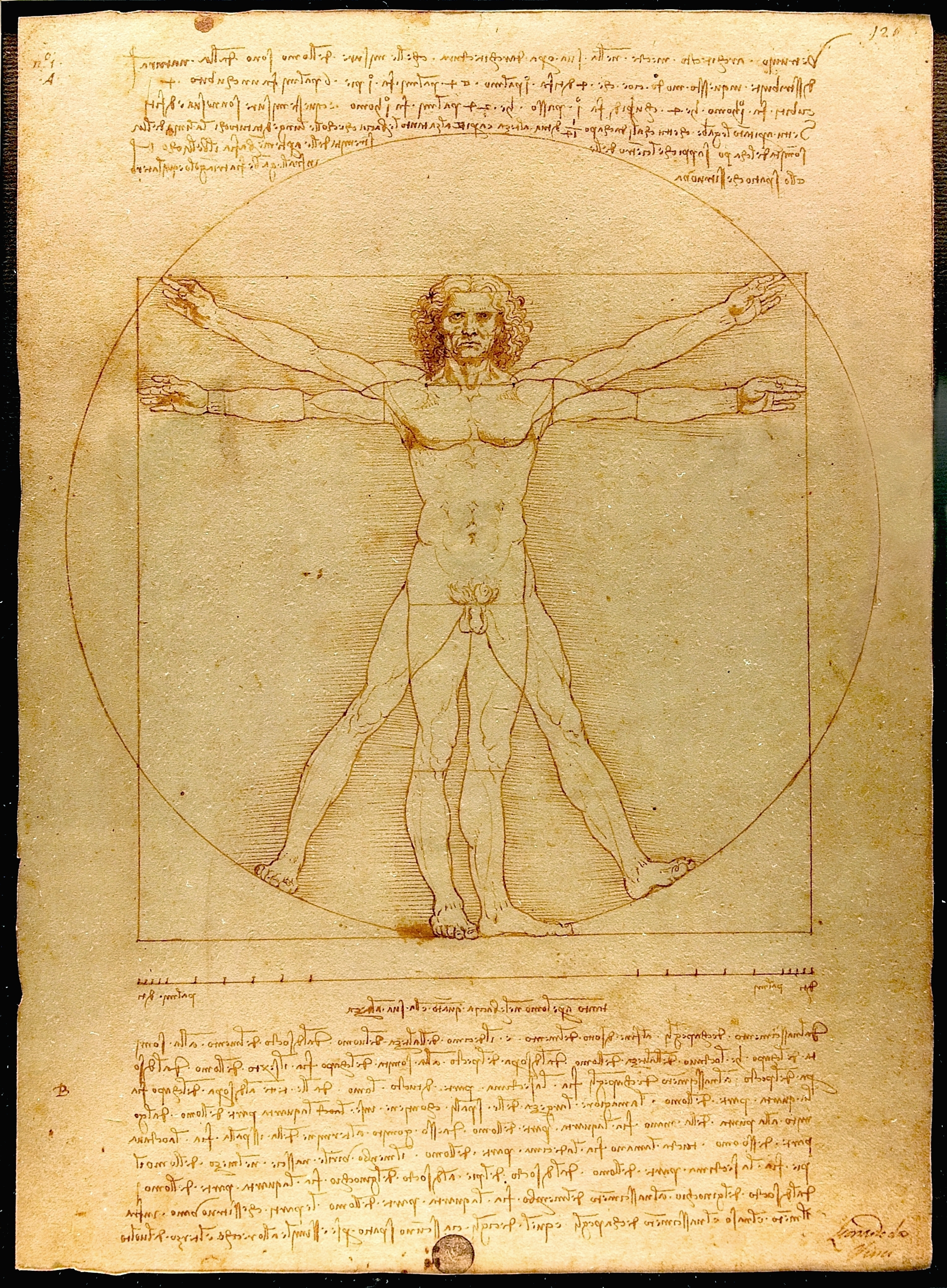
Витрувианский человек. Леонардо Да Винчи

Перфекциони́зм (от фр. perfection — «совершенствование») — убеждённость в том, что совершенствование, как собственное, так и других людей, является той целью, к которой должен стремиться человек. Предполагается, что искомое совершенство включает, прежде всего, добродетели, а также развитие присущих человеку талантов и дарований.
Сторонники перфекционизма иногда считают, что совершенствование человека является не только его нравственной задачей, но и смыслом всей человеческой истории.
К сторонникам перфекционизма можно отнести Г. В. Лейбница, А. Шефтсбери, М. А. Кондорсе, X. Вольфа, И. Канта, В. Паули и других учёных.
О совершенствовании человека говорят также концепции, развивающие идею сверхчеловека (Ф. Ницше однако при этом предлагает такие средства достижения данной цели, с которыми ортодоксальные перфекционисты никогда бы не согласились).
Также для этого течения много сделал Леонардо Да Винчи, например, на его картине «Витрувианский человек» изображены идеальные пропорции мужского тела.
В искусстве под перфекционизмом понимается стремление к предельному совершенству художественного творчества.